# Головачёв, Иван Иосифович
Иван Иосифович Головачёв — советский хозяйственный, государственный и политический деятель.

## Биография
Родился в 1925 году в Куйбышевском сельсовете. Член КПСС.
С 1943 года — на хозяйственной, общественной и политической работе. В 1943—1984 гг. — в Красной Армии, на комсомольской работе в Бухарской области, педагог, инструктор, заместитель заведующего отделом партийных органов Сурхандарьинского обкома партии, заместитель секретаря, заведующий отделом парткома Денауского производственного объединения, заведующий отделом партийной работы Кашкадарьинского обкома КПУз, первый секретарь Каршинского горкома КП Узбекистана, второй секретарь Кашкадарьинского обкома КП Узбекистана.
Избирался депутатом Верховного Совета Узбекской ССР 8-го, 9-го и 10-го созывов.
Делегат XXV и XXVI съездов КПСС. 
Умер после 1984 года.